# Antoni Borowiec
Antoni Borowiec (ur. 1899 w Zbrojowie, zm. 1975 w Końskich) – polski artysta fotograf, pedagog.

## Życiorys
Antoni Borowiec związany ze świętokrzyskim środowiskiem fotograficznym – mieszkał, pracował, tworzył w Końskich. Przyuczał się do zawodu fotografa, odbywając praktykę w Tarnobrzegu. Zawodowo związany z fotografią od 1925 roku – wówczas otworzył w Końskich własny zakład fotograficzny, w czasie późniejszym poszerzony o filie w Czarnieckiej Górze, Skarżysku Kamiennej, Busku Zdroju. Fotografią artystyczną zajmował się od 1928 roku. Miejsce szczególne w jego twórczości zajmowała fotografia dokumentalna, fotografia krajobrazowa, fotografia pejzażowa, fotografia portretowa, fotografia scen rodzajowych – opracowywana w dawnych szlachetnych technikach fotograficznych, takich jak bromolej, guma, przetłok.
Antoni Borowiec aktywnie uczestniczył w wystawach Międzynarodowych Salonów Fotograficznych, organizowanych w Polsce i za granicą (m.in. w Afryce Południowej, Japonii, Hiszpanii, Szwajcarii, na Węgrzech), gdzie został doceniony wieloma akceptacjami, medalami, nagrodami, wyróżnieniami, dyplomami, listami gratulacyjnymi. Mało doceniany w Polsce – otrzymał wiele nagród za granicą. Pokaźny zbiór jego prac – kilkanaście tysięcy szklanych klisz – uległ rozproszeniu, niewielką część jego fotografii przechowuje rodzina.
W 1950 roku w Domu Kultury w Końskich miała miejsce wystawa retrospektywna prac Antoniego Borowca. W 2010 roku Biblioteka Publiczna w Końskich była organizatorem wystawy poświęconej twórczości fotograficznej i działalności społecznej Antoniego Borowca – Antoni Borowiec – zapomniany artysta.

## Nagrody i wyróżnienia (wybór)
- VII Międzynarodowy Salon Fotografii w Tokio, w Japonii – 1934 (dyplom)
- III Międzynarodowa Wystawa Sztuki Fotograficznej w Lucernie, w Szwajcarii – 1934 (medal)
- Pomorska Wystawa Fotografii Polskiej w Grudziądzu – 1934 (dyplom)
- VIII Międzynarodowy Salon Fotografii w Polsce w Poznaniu – 1934 (dyplom)
- XI Międzynarodowy Salon Fotografii w Madrycie, w Hiszpanii – 1935 (medal)
- Międzynarodowa Wystawa Fotografii w Segedynie, na Węgrzech – 1935 (dyplom)
- V Południowoafrykański Salon Fotografii w Johannesburgu – 1935 (medal)
- Międzynarodowa Wystawa Fotografii w Segedynie, na Węgrzech – 1938 (dyplom)

Źródło

## Publikacje (albumy)
- Agnieszka Werens – Antoni Borowiec – zapomniany artysta (Arslibris Biblioteka Publiczna Miasta i Gminy Końskie 2012). ISBN 978-83-931878-1-2[9][10]